# The Hidden Hand
The Hidden Hand er en amerikansk stumfilm fra 1917 af James Vincent.

## Medvirkende
- Doris Kenyon som Doris Whitney
- Sheldon Lewis som Dr. Scarley
- Mahlon Hamilton som Jack Ramsey
- Arline Pretty som Vera Orane
- Henry Sedley